# Воронцов, Даниил Семёнович
Даниил Семёнович Воронцов (24 декабря 1886, Славгород, Могилёвская губерния, Российская империя — 12 июля 1965, Киев, УССР, СССР) — советский и украинский физиолог и электрофизиолог, академик АН УССР (1957-65). Ученик Н. Е. Введенского.

## Биография
Родился Даниил Воронцов 24 декабря 1886 года в Славгороде. Спустя некоторое время после рождения переехал в Петербург, где в 1912 году окончил СПбГУ. Даниил Воронцов был учеником Н. Е. Введенского. После окончания СПбГУ, Даниил Воронцов переехал на Украину, где с 1916-по 1922 год преподавал в Новороссийском университете в Одессе. Был профессором Смоленского (1922-65) и Казанского (1930-65) университетов. С 1935-по 1941 год руководил кафедрой физиологии Киевского медицинского института, с 1945-по 1956 год профессор физиологии Киевского университета. В 1956 году организовал и возглавил лабораторию электрофизиологии в институте физиологии АН УССР.
Скончался 12 июля 1965 года в Киеве.

## Научные работы
Основные научные работы посвящены фундаментальным проблемам физиологии нервной деятельности и электрофизиологии.
- Определил временные характеристики электротоков действия нервов и мышц.
- Выяснил происхождение зубцов ЭКГ.
- Установил, что возбудимость, утраченная под воздействием одновалентных катионов, восстанавливается анодом, а изменение возбудимости, вызванные применением двувалентных катионов восстанавливаются катодом. Вскоре данный метод будет известен как Феномен Воронцова.
- 1924 — Открыл и проанализировал так называемую следовую электроотрицательность, развивающаяся после потенциала действия нерва, и выяснил происхождение положительного колебания.
- Исследуя природу рефрактерности, открыл ан- и катэлектротонические фазы её развития.
- Доказал, что причиной пессимального торможения является взаимодействия последовательных импульсов в области нервных окончаний.
- Автор руководства по общей физиологии.
- Автор ряда работ по истории физиологии.
- 1952 — Автор учебника Физиология животных и человека (совм. с А. И. Емченко).